# Sirindhornia (vlindergeslacht)
Sirindhornia is een geslacht van vlinders uit de familie bladrollers (Tortricidae). De wetenschappelijke naam van het geslacht is voor het eerst geldig gepubliceerd in 2014 door Sopita Muadsub & Nantasak Pinkaew.
De typesoort van het geslacht is Sirindhornia pulchella Muadsub & Pinkaew, 2014

## Soorten
- Sirindhornia bifida Muadsub & Pinkaew, 2014
- Sirindhornia chaipattana Muadsub & Pinkaew, 2014
- Sirindhornia curvicosta Muadsub & Pinkaew, 2014
- Sirindhornia pulchella Muadsub & Pinkaew, 2014